# Moda Center
Moda Center (eller Rose Garden Arena) er en sportsarena i Portland i Oregon, USA, der er hjemmebane for NBA-holdet Portland Trail Blazers. Arenaen har plads til ca. 20.500 tilskuere, og blev indviet i oktober 1995.